# Trehörningen (Roslags-Kulla socken, Uppland)
Trehörningen är en sjö i Norrtälje kommun och Österåkers kommun i Uppland och ingår i Norrtäljeån-Åkerströms kustområde. Sjön är 5,1 meter djup, har en yta på 0,647 kvadratkilometer och befinner sig 23 meter över havet.

## Delavrinningsområde
Trehörningen ingår i det delavrinningsområde (661100-165515) som SMHI kallar för Mynnar i Losjön. Medelhöjden är 30 meter över havet och ytan är 5,42 kvadratkilometer. Det finns ett avrinningsområde uppströms, och räknas det in blir den ackumulerade arean 10,44 kvadratkilometer. Vattendraget som avvattnar avrinningsområdet har biflödesordning 2, vilket innebär att vattnet flödar genom totalt 2 vattendrag innan det når havet efter 3 kilometer. Avrinningsområdet består mestadels av skog (63 procent). Avrinningsområdet har 0,64 kvadratkilometer vattenytor vilket ger det en sjöprocent på 11,9 procent. Bebyggelsen i området täcker en yta av 0,67 kvadratkilometer eller 12 procent av avrinningsområdet.